# 鶴居村 (大分県)
鶴居村（つるいむら）は、大分県下毛郡にあった村。現在の中津市の一部にあたる。

## 地理
沖代平野の山国川右岸に位置していた。

## 歴史
- 1889年（明治22年）4月1日、町村制の施行により、下毛郡万田村、高瀬村、湯屋村、永添村、相原村が合併して村制施行し、鶴居村が発足[1][2]。旧村名を継承した万田、高瀬、湯屋、永添、相原の5大字を編成[2]。
- 1943年（昭和18年）8月8日、中津市に編入され廃止[1][2]。

## 産業
- 農業[2]